# Rosta
Rosta és un comune (municipi) de la ciutat metropolitana de Torí, a la regió italiana del Piemont, situat a uns 20 quilòmetres a l'oest de Torí. A 1 de gener de 2019 la seva població era de 4.957 habitants.
Rosta limita amb els següents municipis: Buttigliera Alta, Caselette, Reano, Rivoli i Villarbasse.